# Dendrochilum saccatum
Dendrochilum saccatum är en orkidéart som beskrevs av Jeffrey James Wood. Dendrochilum saccatum ingår i släktet Dendrochilum och familjen orkidéer. Inga underarter finns listade i Catalogue of Life.